# Grete Merrem-Nikisch
Margarete Karoline „Grete“ Merrem-Nikisch (* 7. Juli 1887 in Düren; † 12. März 1970 in Kiel) war eine deutsche Opernsängerin (Sopran).

Grete Merrem-Nikisch (1928)

## Leben
Grete Merrem-Nikisch studierte zunächst bei Rudolf Schulz-Dornburg in Köln und anschließend am renommierten Königlichen Konservatorium in Leipzig. Von 1909 bis 1910 erhielt sie dort Unterricht von Marie Hedmondt, August Proft und Bernhard Porst. 1910 debütierte sie am städtischen Opernhaus in Leipzig. Schon ein Jahr darauf gab sie als Gänsemagd in Engelbert Humperdincks Oper Königskinder ihr erstes Gastspiel an der Berliner Hofoper. 1913 erhielt sie ein festes Engagement an der Oper in Dresden und wirkte dort an verschiedenen Uraufführungen mit: 1916 verkörperte sie die Sklavin Arsinoë in Eugen d’Alberts Oper Die toten Augen, 1917 die Titelrolle in Hans Pfitzners Spieloper Das Christ-Elflein, 1926 die Dame in Paul Hindemiths Cardillac. Während dieser Zeit trat sie gelegentlich auch im Ausland auf, so am Royal Opera House in Covent Garden, wo sie 1914 die Partie der Eva in Richard Wagners Die Meistersinger von Nürnberg sang; dirigiert wurde die Vorstellung von ihrem Schwiegervater Arthur Nikisch.
Ihre Vielseitigkeit dokumentierte Grete Merrem-Nikisch mit einem Spektrum von der tragischen Oper (unter anderem Titelpartie in Puccinis Madama Butterfly und die Rolle der Irene in Wagners Rienzi) bis zur Operette (Die Fledermaus, Die lustige Witwe). Große Erfolge feierte sie in mehreren Mozart-Inszenierungen, so als Dorabella in Così fan tutte, Zerline in Don Giovanni oder Susanna in Figaros Hochzeit. 1930 nahm sie mit der Partie der Veronika in Jan Brandts-Buys’ komischer Oper Die Schneider von Schönau Abschied von der Bühne. Danach wurde sie zum Ehrenmitglied der Dresdner Oper ernannt.
Schallplattenaufnahmen entstanden mit bekannten Dresdner und Berliner Künstlern wie Karin Branzell, Meta Seinemeyer und Richard Tauber. Zu hören ist sie unter anderem in einer akustischen Polydor-Produktion von Richard Strauss’ autobiographischer Oper Intermezzo. 1924 hatte sie kurz nach der Uraufführung des Werks in Dresden die Rolle der Christine von ihrer Kollegin Lotte Lehmann übernommen.
Grete Merrem-Nikisch war ab 1914 mit dem bekannten Rechtswissenschaftler Arthur Philipp Nikisch verheiratet, dessen Lebenserinnerungen sie 1969 unter dem Titel Wissenschaft und Kunst herausgab.